# Олег Долматов
Олег Васиљевич Долматов (рус. Оле́г Васи́льевич Долма́тов; 29. новембар 1948) бивши је руски и совјетски фудбалер и тренер.

## Биографија
Фудбалску каријеру започео је у Краснојарску, где је играо у локалном фудбалском клубу Автомобилист. Од 1967. до 1971. Долматов је играо за Каират Алмати. Од 1972. до 1979. играо је за московски Динамо, са којим је 1976. постао шампион СССР-а, а 1977. освојио је Куп СССР-а. Пет година је био капитен тима.
Дебитовао је за репрезентацију Совјетског Савеза 18. септембра 1971. у пријатељској утакмици против Индије. Наступио је на 14 утакмица за репрезентацију СССР-а. Играо је на Европском првенству 1972, са екипом је освојио друго место. Такође је играо у једној утакмици квалификација за Светско првенство 1978. године.

## Успеси

### Клуб
- Првенство СССР: 1976.
- Куп СССР: 1977.

### Репрезентација
СССР
- Европско првенство друго место: Белгија 1972.